# Petrikauer Statut (1496)
Im Petrikauer Statut wurden dem polnischen Adel am 1. Juni 1496 politische Vorrechte eingeräumt. Es wurde von König Johann  auf der Königsburg Petrikau in der kreisfreien Stadt Piotrków Trybunalski erlassen.

## Zeitlicher Verlauf
Am Vorabend des Moldaufeldzuges im Osmanisch-Polnischen Krieg von 1485 bis 1503 brauchte König Johann die Unterstützung des Adels, der sich für diese Teilnahme an einem Feldzug ins Ausland neuerlich politische Mitspracherechte zusichern ließ.
Der Adel unterstützte den Moldaufeldzug im Jahr 1497 dann aber nur halbherzig, für König Johann war er desaströs. Er starb kurz darauf, nach einer kurzen Regierungszeit, 1501 in Thorn.

## Inhalt
- Dem Bürgertum wurde es verboten, Land zu erwerben und Landesämter auszuüben.
- Dem Adel wurde es gestattet, Waren zollfrei ein- und auszuführen.
- Der Weichselhandel war für den Adel zollfrei und ohne Beschränkungen zu gewährleisten.
- Den Bauern wurde es erneut verboten, die Ländereien des Feudalherrn zu verlassen:

- es sollte nur ein Bauer pro Jahr das Dorf verlassen dürfen und
- nur ein Bauer pro Familie durfte den Beruf wechseln oder in eine Stadt umsiedeln.

- Den Woiwoden wurde das Recht bestätigt, in Städten die Preise für bestimmte Produkte zu bestimmen.